# Ophiorrhiza subbracteata
Ophiorrhiza subbracteata är en måreväxtart som beskrevs av Pieter Willem Korthals. Ophiorrhiza subbracteata ingår i släktet Ophiorrhiza och familjen måreväxter.
Artens utbredningsområde är Sumatera. Inga underarter finns listade i Catalogue of Life.